# 1732 w polityce

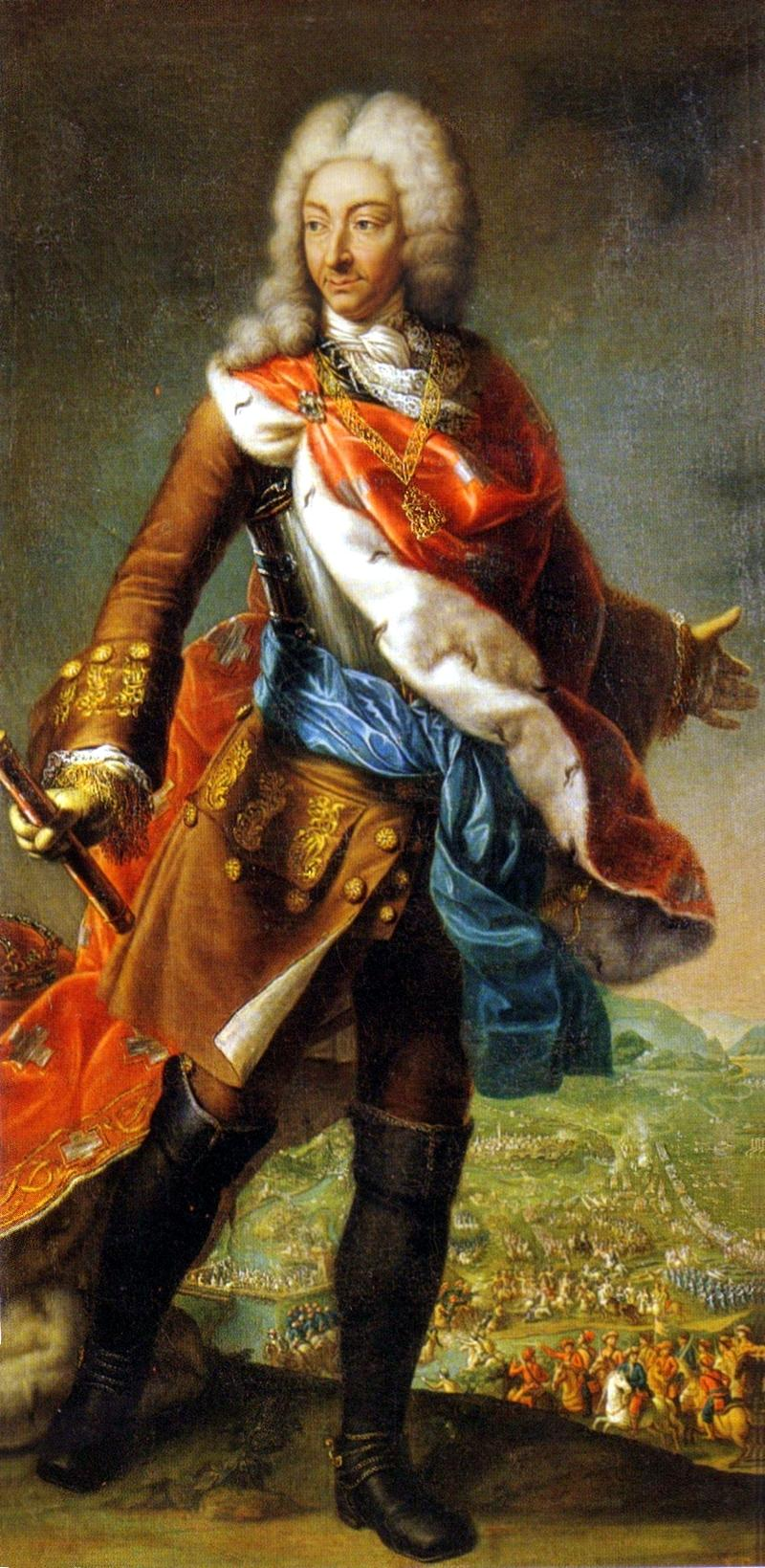
Wiktor Amadeusz II

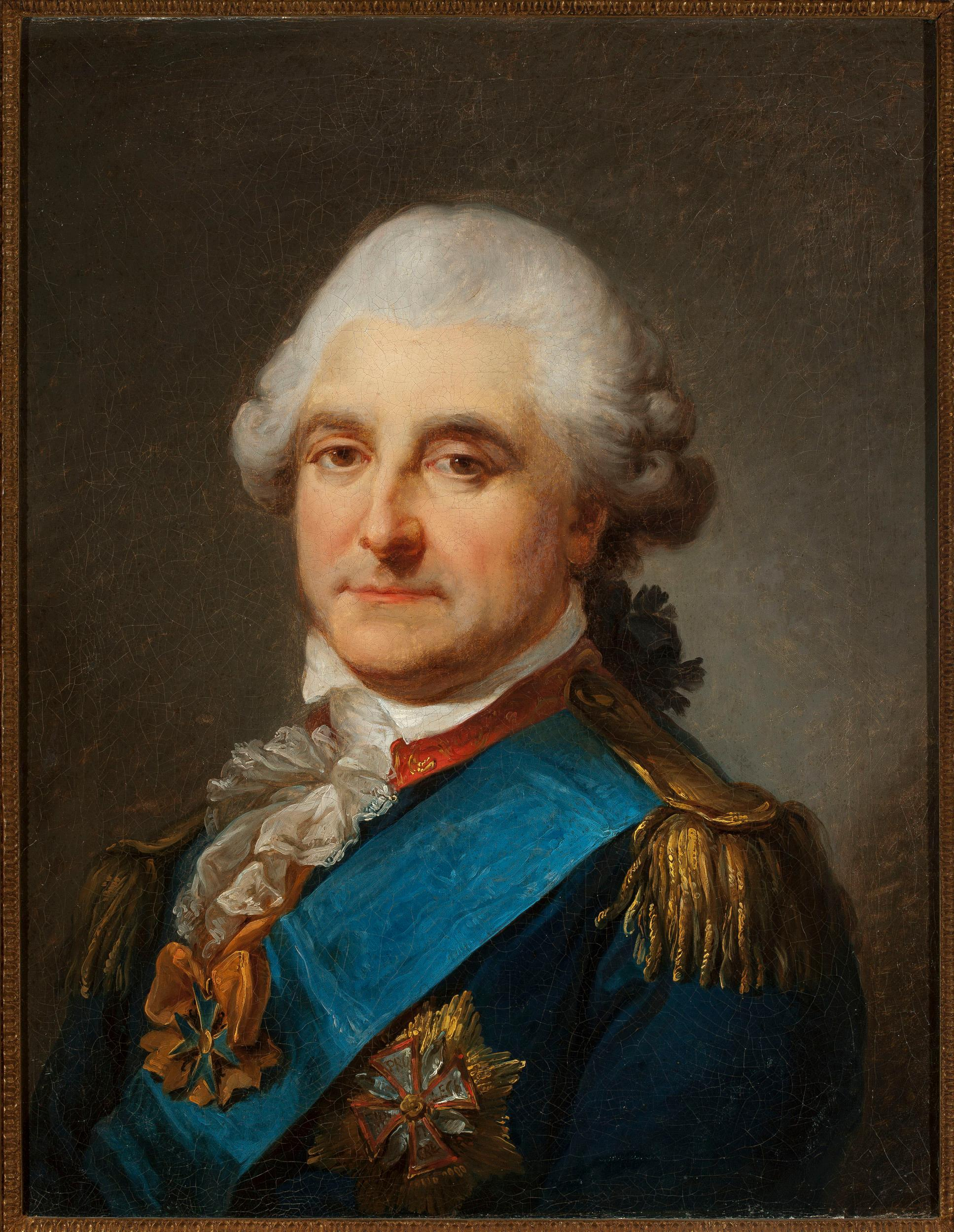
Marcello Bacciarelli, Portret Stanisława Augusta Poniatowskiego

Wydarzenia polityczne w 1732 roku.

## Urodzili się
- 17 stycznia Stanisław August Poniatowski, król Polski[1].

## Zmarli
- 31 października Wiktor Amadeusz II, książę Sabaudii, król Sycylii i Sardynii[2].